# 染地
染地（そめち）は、東京都調布市の町名。現行行政地名は染地一丁目から染地三丁目。郵便番号は182-0023。

## 地理

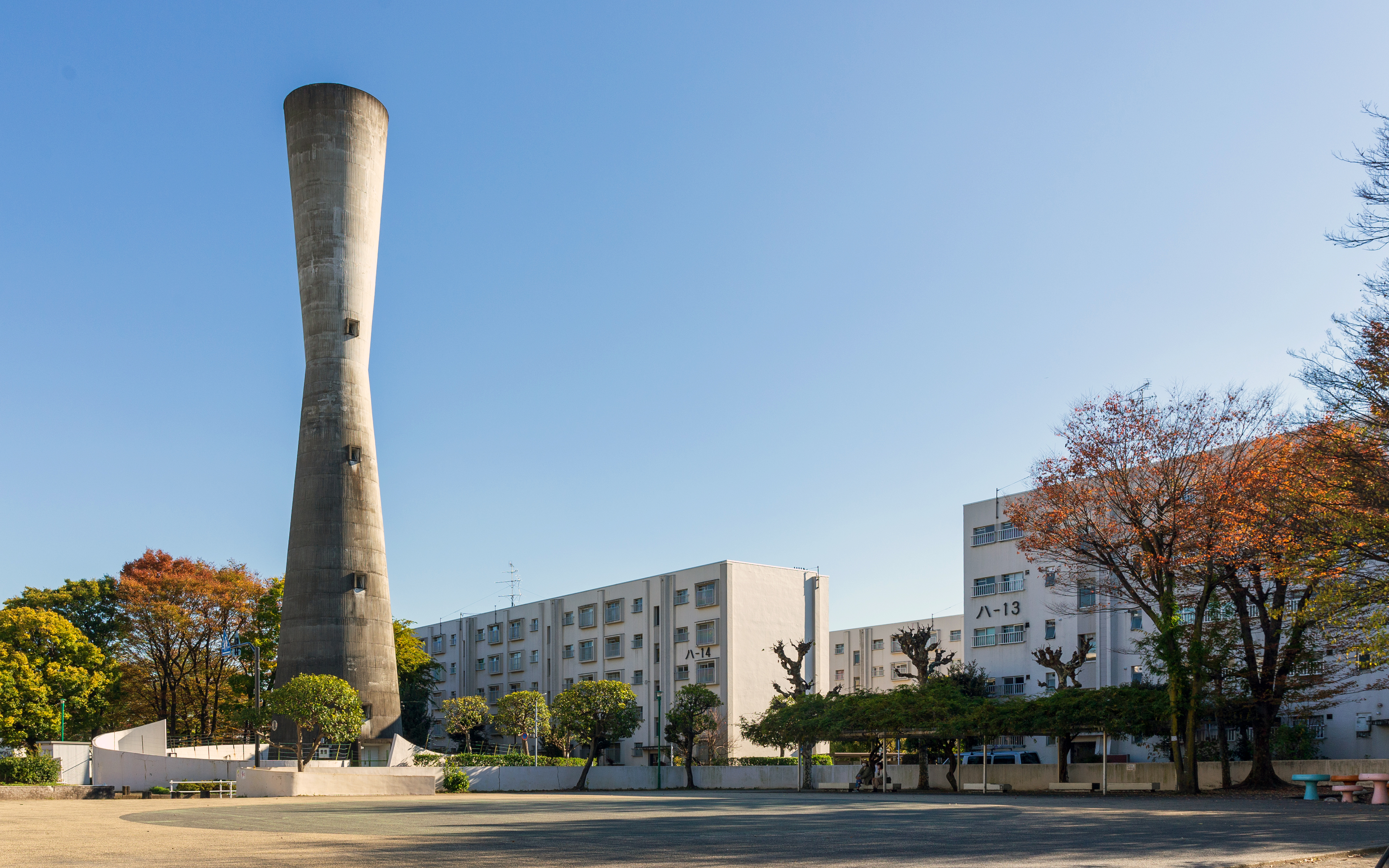
多摩川住宅

調布市域の南端に位置し、南側には多摩川が流れる。国領町、布田、多摩川、上布田町、狛江市西和泉と隣接している。
町域内には市内有数の大型団地である公社多摩川住宅があり、多摩川住宅の敷地の一部は狛江市西和泉にまたがる。多摩川の河川敷沿いには、市民プールと市民野球場を擁する多摩川緑地公園や、多摩川市民広場などが広がる。

### 河川

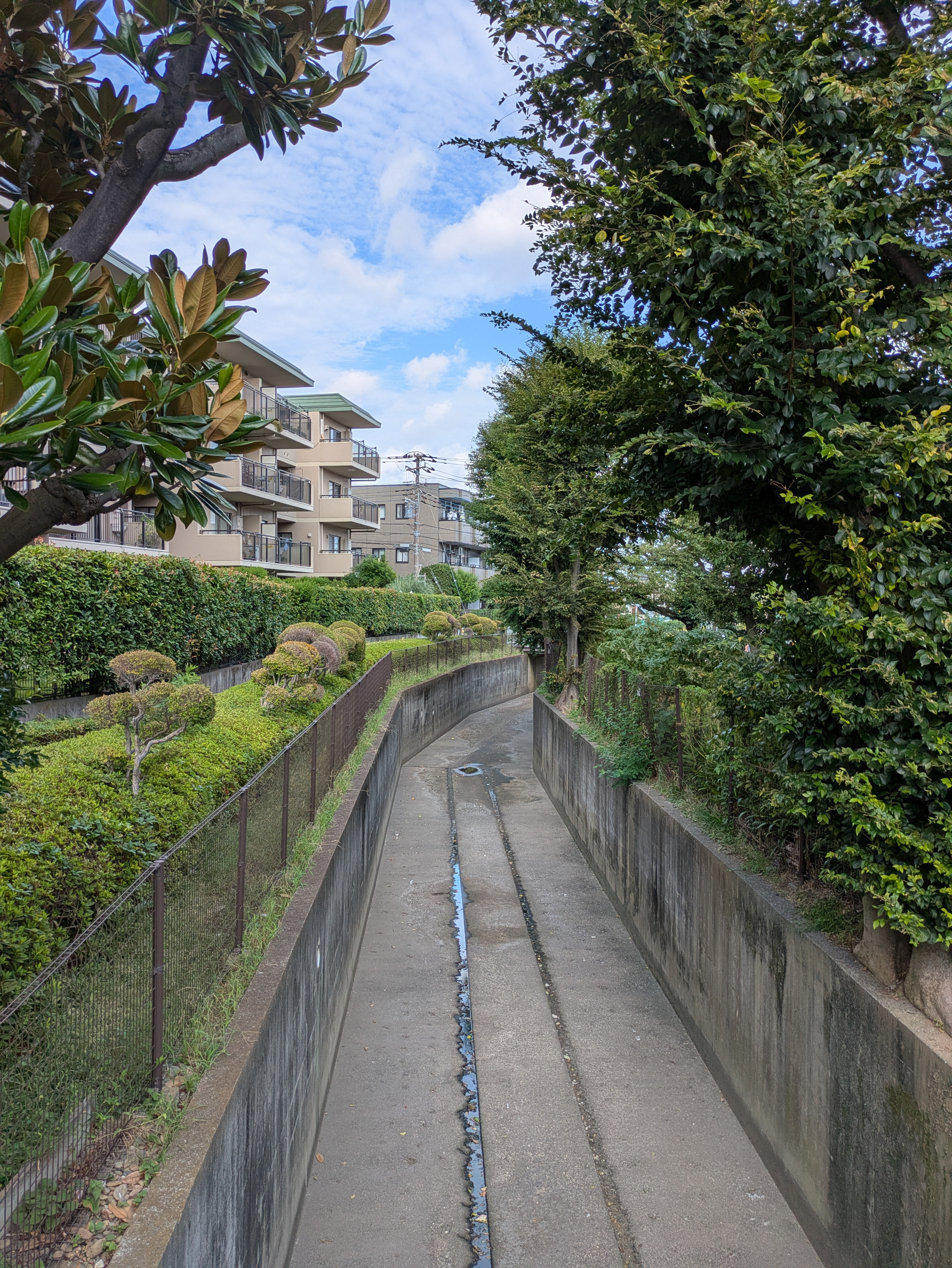
調布市染地・国領境界に流路を形成する根川（2025年8月）

- 多摩川
- 根川

## 学区
地域内の公立小中学校の学区は以下のとおりである。
| 丁目       | 番地                                           | 小学校     | 中学校     |
| ---------- | ---------------------------------------------- | ---------- | ---------- |
| 染地一丁目 | 全域                                           | 布田小学校 | 第三中学校 |
| 染地二丁目 | 8（ライオンズマンションA棟・B棟）              | 布田小学校 | 第三中学校 |
| 染地二丁目 | 上記除く全域                                   | 杉森小学校 | 第三中学校 |
| 染地三丁目 | 1〜14（多摩川住宅ロ号棟、ホ号棟、ト号棟を除く) | 杉森小学校 | 第三中学校 |
| 染地三丁目 | 1（多摩川住宅ロ号棟、ホ号棟、ト号棟）、15〜16  | 染地小学校 | 第三中学校 |

## 交通

### 鉄道
| 隣接する街区の駅        | バス移動で利用可能な駅                         |
| ----------------------- | ---------------------------------------------- |
| 京王線 - 布田駅 (KO 17) | 京王線 - 調布駅 (KO 18) - 京王多摩川駅 (KO 35) |

### 路線バス
- 調01（京王・小田急） 調布駅南口 - 調布車庫前 - 多摩川住宅中央
- 調41（京王） 調布駅南口 - 京王多摩川駅入口 - 染地公園 - 多摩川住宅西
- 調45（京王） 調布駅南口 → 京王多摩川駅入口 → 染地通り → 多摩川住宅西 → 染地公園 → 京王多摩川駅入口 → 調布駅南口
- 調46（京王） 調布駅南口 → 京王多摩川駅入口 → 染地公園 → 多摩川住宅西 → 染地通り → 京王多摩川駅入口 → 調布駅南口

## 施設
- 調布市立杉森小学校
- 調布市立染地小学校
- 調布市立布田小学校
- 調布市立第三中学校
- 多摩川自然情報館（染地3丁目8-26）
- 多摩川緑地公園（染地2丁目43-1）
  - 市民プール
  - 市民野球場
- 多摩川市民広場（染地2丁目51-1）
- 三菱養和会調布グラウンド（染地2丁目43-54）